# Dekanat Minneapolis
Dekanat Minneapolis – jeden z sześciu dekanatów diecezji Środkowego Zachodu Kościoła Prawosławnego w Ameryce.
Na terytorium dekanatu znajdują się następujące parafie:
- Parafia św. Mikołaja w Chisholm
- Parafia Matki Bożej w Minneapolis
- Parafia św. Hermana z Alaski w Minneapolis
- Parafia Trójcy Świętej w St. Paul
- Parafia św. Piotra Aleuta w Minocie
- Parafia Trójcy Świętej w Clayton
- Parafia Matki Bożej w Cornucopia
- Parafia Zaśnięcia Matki Bożej w Lublinie
- Parafia św. Jana Chrzciciela w Stanley